# Çərəkə
Çərəkə è un comune dell'Azerbaigian situato nel distretto di Göyçay. Conta una popolazione di 3 480 abitanti.